# Jaroslav Sakala
Jaroslav Sakala (Krnov, 14. srpnja 1969.) bivši je čehoslovački i češki skijaški skakač. 

## Karijera
Bio je izraziti skijaški letač. U Svjetskom kupu debitirao je 15. siječnja 1989. na domaćoj skakaonici Čertak u Harrachovu. Prvi veći uspjeh ostvario je na ZOI 1992. u francuskom Albertvilleu, gdje je s reprezentacijom Čehoslovačke osvojio brončanu medalju u ekipnim skokovima. U Svjetskom kupu u skijaškim skokovima 1992./1993. i 1993./1994. u ukupnom poretku bio je drugi, odnosno četvrti.
Sa SP-a 1993. u švedskom Falunu vratio se s 3 medalje (pojedinačno srebro i 2 ekipne bronce na maloj i velikoj skakaonici). Do prve pobjede u Svjetskom kupu došao je 30. siječnja 1993. na skakaonici u slovenskoj Planici. Jedinu pobjedu na običnoj skakaonici ostvario je na domaćem terenu u Liberecu 16. siječnja 1994. Do posljednje pobjede došao je 20. ožujka 1994. na SP-u u letovima koje je održano na Planici 1994. Prvi je češki skakač koji je prešao veliku granicu od 200 m. U narednim godinama nije mogao održati dobru formu i nije osvojio više nijednu medalju, djelomično zbog njegovog sukoba s Češkim skijaškim savezom, ali i zbog kraćeg perioda u kojem se odao alkoholu. Ipak, vratio se športu i od 1996. do povlačenja 2002. pojavio se na još dosta letačkih natjecanja.

## Vanjske poveznice
- Sakalin profil na FIS-u